# ŽRK Budućnost Podgorica
A  ŽRK Budućnost Podgorica  vagy  WHC Budućnost-BEMAX (Budućnost Podgorica női kézilabda-csapata) 34-szeres jugoszláv, szerb-montenegrói illetve montenegrói bajnok, valamint előbb említett államok 28-szoros kupagyőztes csapata. E mellett 2-szeres EHF-bajnokok ligája győztes, 3-szoros EHF Kupagyőztesek Európa Kupája győztes, 1-szeres IHF-kupa győztes, valamint 5-szörös Regionális női kézilabda-liga-nyertes gárda. A podgoricai női kézilabdacsapat Montenegró legsikeresebb kézilabda egyesülete.

## Története
A ŽRK Budućnost Podgoricát 1949. február 13-án alapították és a Budućnost sportszövetség részeként működött. Első, egy másik Jugoszláv tagköztársaságból származó csapat elleni, összecsapását a dubrovniki Jug ellen játszotta Podgoricában, 1949. február 13-án. A mérkőzést a montenegrói csapat nyerte, a végeredmény 5:2 (3:1) lett. A Budućnost női kézilabda-csapata 1962-ben lett legelőször montenegrói bajnok (Jugoszlávián belül, a Montenegrói Tagköztársaságban).
Az 1972-1973-as bajnoki évadban a Jugoszláv Szövetségi Köztársaság másodosztályában szerepelt a csapat, az 1980-81-es idényben pedig már a másodosztály bajnoka lett a Budućnost, így jogot szerzett a legfelső, a szövetségi köztársaság első osztályában való indulásra. Az első osztályban való szereplés harmadik évében a Budućnost megszerezte története első trófeáját, a nemzeti kupát (1984). Az 1984-1985-ös bajnoki évadban a podgoricai alakulat újabb fényes sikert ért el, jugoszláv bajnok lett. Ugyanebben a szezonban megszületett a csapat első európai kupasikere is, KEK-et nyert a csapat.
A következő kiemelkedő nemzetközi eredmény, amelyet elért a gárda, az 1986-1987-es idényben megnyert IHF-kupa. A második európai kupa-sikert követően a ŽRK Budućnost fölényes dominanciára tett szert, s sorra nyerte a jugoszláv, szerb-montenegrói és montenegrói bajnokságokat és nemzeti kupákat, és azóta rendszeres szereplője a Bajnokcsapatok Európa-kupájának illetve később a Bajnokok Ligájának. 1996 és 2002 között sorozatban hat alkalommal volt BL-elődöntős a csapat.
A 2005-2006-os évadban újra nemzetközi sikert ért el a női gárda, ismét KEK-győztes lett.
2008-2009-től a Regionális női kézilabda-liga (WRHL: Women's Regional Handball League) résztvevője a Budućnost, amely küzdelemsorozatban főleg a volt Jugoszlávia területéről származó alakulatok vesznek részt. Az első évben, ahol oda-visszavágós alapon minden csapat megküzdött minden csapattal, ezüstérmes lett a montenegrói gárda. Egy évvel később, a 2009-2010-es idényben, a Podgoricában megrendezett Final Fourban, immáron aranyérmes lett a csapat. 2010-2011-ben, a szerbiai Zaječarban, 2011-2012-ben pedig a montenegrói Barban sikeresen megvédte ezen címét.
Mindeközben, a 2009-2010-es idényben, harmadik alkalommal is megnyerte a Kupagyőztesek Európa-kupája serlegét a Budućnost csapata a dán Kif Vejennel szemben. A 2011-2012-es szezonban a Bajnokok Ligájában is maradandót alkotott, első ízben lett aranyérmes a magyar Győri Audi ETO KC csapatát felülmúlva a döntőben.

## Sikerei
- 27-szeres bajnok:[1] 1985, 1989, 1990, 1992, 1993, 1994, 1995, 1996, 1997, 1998, 1999, 2000, 2001, 2002, 2003, 2004, 2005, 2006, 2007, 2008, 2009, 2010, 2011, 2012, 2013, 2014, 2015
- 20-szoros kupagyőztes:[2] 1984, 1989, 1995, 1996, 1997, 1998, 2000, 2001, 2002, 2005, 2006, 2007, 2008, 2009, 2010, 2011, 2012, 2013, 2014, 2015
- 2-szeres EHF-bajnokok ligája-győztes: 2012, 2015
- 3-szoros EHF Kupagyőztesek Európa Kupája-győztes: 1985, 2006, 2010
- 1-szeres IHF-kupa-győztes: 1987
- 5-szörös Regionális női kézilabda-liga-győztes: 2010, 2011, 2012, 2013, 2014

## A csapat nemzetközi sikerei
A montenegrói gárda első nemzetközi trófeáját az 1984-1985-ös idényben nyerte meg. Az akkori Titograd legelső európai sikerét szerezte meg a csapat, amely a KEK-döntőben a csehszlovák Družstevník Topoľníky alakulatát győzte le.
Mindössze két idénnyel később újabb trófea került a csapat vitrinjébe, az 1986-1987-es szezonban IHF-kupát nyert a női alakulat, a döntőben a csehszlovák Start Bratislava fölött aratott győzelemmel.
A 2005-2006-os évadban a ŽRK Budućnost a Bajnokok Ligája csoportkörében kezdte nemzetközi szereplését, ott a 3. helyen végzett. Ezzel a Bajnokok ligájából ugyan kiesett, de átkerült a KEK-be, ahol a döntőig menetelt. A döntőbeli ellenfél a Győri ETO kézilabda-csapata volt, amellyel hazai pályán 25-25-ös döntetlent értek el. Idegenben azonban sikerült a bravúr, s a Győr hazai pályán való legyőzésével (26:23) ismételten KEK-győztes lett a csapat.
A 2009-2010-es idényben a Bajnokok Ligája csoportkörében újfent egy harmadik helyet ért el a montenegrói gárda, amellyel ismét a KEK-be kapott átsorolást, ahol a küzdelmekbe a 4. körben kapcsolódott be.
Ezúttal sem tudták megállítani a döntőig, ahol a dán KIF Vejen gárdájával találkozott. Idegenben 23:20-as, hazai pályán pedig egy 18:16-os sikert követően kettős győzelemmel lett kupagyőztes a Budućnost. Ugyanebben az idényben a Regionális női kézilabda liga legfelső dobogójára is a montenegrói csapat léphetett. A Final Four-t, azaz a négyesdöntőt, Montenegró fővárosában rendezték meg, a résztvevők a hazai gárda mellett, a horvát Podravka, osztrák Hypo és szlovén Krim Ljubljana voltak. A podgoricai csapat az elődöntőben a szlovén alakulattal csapott össze, amelyet végül 32:28-ra legyőzött. A másik ágon a Hypo 36:26-os eredménnyel bizonyult jobbnak a horvát gárdánál. A kiegyenlített döntőben a Budućnost diadalmaskodott, s 30:29-es győzelmével először lett a „régió” bajnoka.
A 2010-2011-es évadban, címvédőként, a montenegrói gárda számított a legnagyobb esélyesnek a Regionális női kézilabda-liga megnyerésére. Ebben az idényben 6 ország 7 csapata (a Hypo Ausztriából, a Podravka Horvátországból, a Zaječar Szerbiából, a Borac Banja Luka a Bosznia Szerb Köztársaságból, a Biseri Pljevlja és a ŽRK Budućnost Montenegróból, valamint a ŽRK Metalurg Macedóniából) versengett a végső sikerért. Az alapszakaszban első helyen végzett a ŽRK Budućnost, 11 győzelemmel és 1 vereséggel. A négyesdöntőt ezúttal a szerbiai Zaječarban rendezték, a résztvevők pedig a ŽRK Metalurg, a ŽRK Budućnost, a Zaječar és a Podravka voltak. Az első elődöntőben a ŽRK Budućnost 35:30-as eredménnyel múlta felül a házigazda zaječariakat, míg a másik összecsapáson a Podravka 36:35-tel verte a macedón gárdát. A döntő 8 gólos 32:24-es montenegrói diadallal zárult, s ezzel a Budućnost Pogdorica megvédte címét.
A Budućnost Podgorica legnagyobb sikerét a 2011-2012-es szezonban érte el, amikor is elhódította a Bajnokok Ligája serlegét. A csapat mindössze 2 vereséget szenvedett 16 európai mérkőzéséből. Az első csoportkörben első helyezést ért el a csapat, 5 győzelmet és 1 vereséget (a dán FC Midtjylland-tól 34-20-as vereség) könyvelt el a podgoricai csapat. A következő, fő-csoportkörben hibátlan maradt a montenegrói gárda, s a román Oltchim Valcea, a szlovén Krim Ljubljana és a francia Metz alakulatát utasította maga mögé. Az elődöntőben a címvédő norvég Larvik HK-t búcsúztatta a délszláv csapat, kettős győzelemmel (22:20-as siker Norvégiában, 23:13-as diadal hazai pályán). A döntőbeli rivális a Győri Audi ETO KC volt. Az első összecsapásra Magyarországon került sor, s 2 gólos 29:27-es magyar győzelemmel végződött. A végletekig kiélezett visszavágó 27:25-ös montenegrói diadalt hozott, s a Budućnost Podgorica, idegenben lőtt több góllal, hódította el első Bajnokok Ligája trófeáját. 2015-ben meg tudták ismételni ezt a sikert, akkor a Final Four döntőjében a Larvik HK-t győzték le.
E mellett a Regionális női kézilabda-ligában is újfent aranyérmes lett a gárda. A 7 csapatos (a Biseri Pljevlja és a ŽRK Budućnost Montenegróból, a Zaječar, Jagodina és Radnički Beograd Szerbiából, valamint a ŽRK Metalurg és Žito Prilep Macedóniából) de immáron csak 3 ország részvételével zajló küzdelemsorozat alapszakaszában hibátlan teljesítménnyel, 12 győzelemmel, lett első a montenegrói csapat. A montenegrói Bar-ban megrendezett négyesdöntőn (a résztvevők: ŽRK Budućnost, ŽRK Metalurg, Zaječar és Jagodina) a Budućnost 32:22-es eredménnyel győzte le a macedón ellenfelét az elődöntőben, míg a másik ágon a Zaječar (31:25 a Jagodina ellen) került a döntőbe. A finálé 31:29-cel zárult a montenegrói csapat javára, amely így sorozatban harmadjára lett a „régió” bajnoka.

### A nemzetközi kupagyőzelmet elérő csapatok névsora

#### 2005-2006-osEHF Kupagyőztesek Európa Kupája
Gabriela Tanase, Anna Burmystrova, Jovanka Radičević, Đurđica Đurović, Elena Dmitireva, Marija Jovanović, Ana Radović, Anđela Bulatović, Ivana Stojanović, Sonja Barjaktarović, Snežana Damjanac, Biljana Pavićević, Petra Valova, Ana Vojčić, Dragica Orlandić, Sanela Knezović, Sanja Jovović, Vinka Vlahović, Jovana Jovović, Andrea Mugoša; Vezetőedző: Nikola Petrović.

#### 2009-2010-es EHF Kupagyőztesek Európa Kupája
Tihana Ambros, Sonja Barjaktarović, Ivana Božović, Katarina Bulatović, Ana Đokić, Đurđica Đurović, Anđela Bulatović, Lidija Horvat, Marija Jovanović, Kindl Gabriella, Milena Knežević, Sanela Knezović, Suzana Lazović, Jelena Marković, Majda Mehmedović, Radmila Miljanić, Biljana Pavićević, Dragana Pacevska, Jovanka Radičević, Ana Radović, Szamoránsky Piroska, Željka Tatar, Marina Vukčević; Vezetőedző: Dragan Adžić.

#### 2011-2012-esEHF-bajnokok ligája
Sonja Barjaktarović, Ivana Božović, Anđela Bulatović, Katarina Bulatović, Dragana Cvijić, Ana Đokić, Elena Gjerogjijevska, Dijana Jovetić, Milena Knežević, Suzana Lazović, Jelena Marković, Majda Mehmedović, Radmila Miljanić, Željka Nikolić, Bojana Popović, Ana Radović, Maja Savić, Dijana Stevin, Adriana Gabriela Tacalie, Marina Vukčević, Clara Woltering; Vezetőedző: Dragan Adžić.

#### 2014-2015-ös EHF-bajnokok ligája
Clara Woltering, Marina Rajčić, Marta Žderić, Radmila Petrović, Željka Nikolić, Nina Bulatović, Majda Mehmedović, Biljana Pavićević, Ema Ramusović, Dragana Cvijić, Suzana Lazović, Cristina Neagu, Camilla Dalby, Katarina Bulatovic, Jelena Despotović, Kinga Byzdra, Milena Knežević; Vezetőedző: Dragan Adžić.

## A csapat stadionja
A Sportski Centar Morača (SC Morača) egy sport-rekreációs központ, amely közel 5 hektáron terül el. Ezen „intézmény” Podgorica új részén fekszik, a Morača-folyó jobb partján, amely folyóról az elnevezését is kapta. A sportcsarnok építési munkálatai 1978-ban kezdődtek, s a 25.427 m2-es területen számos más sport-objektumot is felépítettek.
Ennek részét képezi az 1300 m2-es, 4525 ülőhellyel rendelkező nagy sportcsarnok, a kis sportcsarnok, a küzdősportok számára felépített csarnok, a nyitott tetejű 50m x 21m olimpiai uszoda, fitness center, 50 ülőhelyes sajtóközpont wifi-kapcsolattal, VIP-szalon és büfé, öltözők, orvosi központ, dopping-ellenőrzésre fenntartott helyiség, valamint tenisz, kosárlabda, kézilabda, röplabda és kispályás futball számára létrehozott pályák.
A területen vendéglátó-ipari helyiségek is vannak, 160 ülőhellyel rendelkező étterem, 180 fő befogadására alkalmas kávézó, valamint nyári terasz és kert.
A zárt terű nagy sportcsarnok a KK Budućnost Podgorica (kosárlabda-csapat), OK Budućnost Podgorica (röplabda-csapat) és a férfi valamint női Budućnost Podgorica kézilabda-csapatainak otthona.
A csarnok a 2005-ös férfi kosárlabda-Európa-bajnokság alkalmával 6 mérkőzés házigazdája volt, s emiatt akkoriban felújították azt, hogy a FIBA minden követelményének megfeleljen.
A sportrendezvények mellett, koncertek és számos más esemény színhelyéül szolgál e terület.
Címe: Sportski centar Morača
Ivana Milutinovića bb 20000 Podgorica, Crna Gora.

## A csapat szurkolói
A ŽRK Budućnost Podgorica már a kezdetektől nagy szurkolótáborral rendelkezik. Ezek a fanatikus szurkolók hangos és erős biztatást nyújtanak a nézőtéren, s nem csak a hazai pályán vannak a női kézilabda-csapattal, hanem a nemzetközi mérkőzésekre, Európa számos pontjára elkísérik azt.
A Barbárok (Varvari) elnevezésű szurkolói csoportot 1987-ben alapították. Ez a fanatikus szurkolótábor nemcsak a hazai bajnokságban, hanem a külföldi utakra is elkíséri csapatát.
Az első szurkolói gyülekezések, éneklések közel egy évtizeddel a szurkolói csoport hivatalos megalapítása előtt kezdődtek. Az 1987. áprilisi, Podgoricában a Rijeka csapata elleni (akkori neve Armada) összecsapás számít a Barbárok első hivatalos, szervezett keretek között történt megjelenésének.
A Jugoszlávia területén végbemenő társadalmi, szociális és politikai változások a szurkolótábor számát folyamatosan változtatták, sőt az kis időre meg is szűnt, s 1992 és 1994 között nem létezett a Barbárok szurkolótábora. Kezdetben, amikor az urbanizáció hatása elérte Podgoricát, 500 szurkolót tett ki a Barbárok csapata, akik lassan vették csak át a nyugati szurkolói szokásokat és különös ellenérzést tápláltak az „ultra” szurkolói kultúrával szemben. Mindezek ellenére a Barbárok igen gyorsan egy homogén és erős szurkolói táborrá érett össze. Egyetlen vezetőt sem tűrtek meg az élükön, mert ahogy fogalmaztak: „Nem látjuk az okát annak, hogy muszáj lenne egy olyan személynek lennie nálunk, akinek engedelmeskednünk kellene”. Az amatőr transzparensek, fáklyagyújtások, vendégségbe látogatások és a gyors felvirágzás jellemzi a szurkolótábor történetének első, feszült hangulatú, 5 évet.
A jelenkori Barbárok szurkolótábora 1994 júniusában, egy Vojvodina elleni meccsen alakult meg. A 90-es évek vége és új évezred eleje sok változással járt. Széthullott Jugoszlávia, majd Szerbia és Montenegró is, s mindeközben három „különböző” ligában szerepelt a montenegrói kézilabda-csapat. Ez idő tájt a szurkolók egyre több időt szenteltek a szervezettség minél magasabb szintre emelésében, a szurkolótábor növelésén, a szurkolók felszereltségének és transzparensek fejlesztésén. A hazai pályán zajló összecsapásokon 400-2500 fő vesz részt, míg a vendégségben zajló mérkőzésekre 100 és 300 közötti szurkoló kíséri el a csapatot.

## A 2025–2026-os szezon játékoskerete
| Kapusok - 01 Andrea Škerović - 08 Armelle Attingré - 16 Marija Marsenić Jobbszélsők - 34 Dunja Radević - 37 Nina Bulatović Balszélsők - 24 Dagmara Nocuń - 88 Nadja Kadović Beállók - 11 Ivana Godeč - 15 Hawa N'Diaye - 33 Andjela Guberinić | Balátlövők - 10 Elena Mitrović - 44 Mari Plamenova Tomova - 80 Jelena Radivojević Irányítók - 14 Nikolina Marković - 77 Nina Ramusović - 96 Itana Grbić (c) Jobbátlövők - 09 Jelena Vukčević - 24 Tanja Ivanović |

### Átigazolások
A 2025-2026-os szezont megelőzően:
| Érkezők - Andrea Škerović (a ŽRK Rudar csapatától) - Itana Grbić (az RK Krim Ljubljana csapatától) - Hawa N'Diaye (az RK Krim Ljubljana csapatától) - Dagmara Nocuń (a CS Gloria Bistrița csapatától) | Távozók - Masa Kuzmanovic - Ivona Pavićević - Andrijana Popović - Anastasija Marsenić (a København csapatához) - Sakura Hauge (a Molde Elite csapatához) - Clara Monti Danielsson (a HØJ Elite csapatához) |

## Korábbi híres játékosok
- Aida Dorović
- Ana Đokić
- Ana Radović
- Anastasija Babović
- Anastasija Marsenić
- Anđela Bulatović
- Andrea Klikovac
- Anica Đurović
- Biljana Novović
- Bojana Popović
- Dijana Ujkić
- Dragana Pešić
- Dragica Orlandić
- Đurđina Jauković
- Đurđina Malović
- Ema  Ramusović
- Gabriella Markoč
- Gordana Maršenić
- Ilda Kepić
- Itana Grbić
- Jelena Despotović
- Jovana Kadović
- Jovanka Radičević
- Katarina Bulatović
- Katarina Džaferović
- Katica Lješković
- Ljiljana Vučević
- Ljubica Nenezić
- Maja Savić
- Majda Mehmedović
- Marija Jovanović
- Marijana Bulatović
- Marina Rajčić
- Marina Rakočević
- Marta Batinović
- Marta Bojanović
- Matea Pletikosić
- Milanka Šćepanović
- Milena Raičević
- Mira Čelebić
- Mirjana Milenković
- Mirjana Milović
- Mirsada Ganić
- Nikolina Vukčević
- Nina Bulatović
- Olga Sekulić
- Radmila Petrović
- Sanja Jovović
- Snežana Damjanac
- Sonja Barjaktarović
- Suzana Lazović
- Svetlana Antić
- Tatjana Jeraminok
- Vanesa Agović
- Vesna Durković
- Zorica Pavićević
- - Stanka Božović
- - Barbara Lazović
- Neli Irman
- Ana Vojčić
- Andrea Lekić
- Dragana Cvijić
- Dragica Đurić
- Jelena Jovanović
- Ljiljana Knežević
- Sandra Kolaković
- Sanja Vujović
- Tanja Tomanović
- Željka Nikolić
- Zlata Paplacko
- Dalija Erceg
- Dijana Jovetić
- Iva Perica
- Katarina Ježić
- Sanela Knezović
- Hanna Burmystrova
- Larysa Karlova
- Lyudmyla Shevchenko
- Nina Getsko
- Tetyana Vorozhtsova
- - Tanja Logwin
- Izabela Puchacz
- Kinga Achruk
- Monika Marzec
- Ann-Cathrin Giegerich
- Clara Woltering
- Cristina Laslo
- Cristina Neagu
- Gabriela Đukanović
- Allison Pineau
- Claudine Mendy
- Kalidiatou Niakaté
- Camilla Dalby
- Emily Stang Sando
- Darly Zoqbi
- Dragana Ristova
- Háfra Noémi
- Szamoránsky Piroska
- - Irina Sirina
- Elena Dmitrieva
- Inna Mokhova
- Natalya Anisimova
- Natalya Cigankova
- Nigina Saidova
- - Tatyana Dzhandzhgava
- Neslihan Çalışkan
- Adriana Cardoso de Castro
- Bárbara Arenhart

## Szakmai stáb
| Nemzetiség      | Név              | Született          |            |            |            |            |            |            |
| Vezetőedző      | Vezetőedző       | Vezetőedző         | Vezetőedző | Vezetőedző | Vezetőedző | Vezetőedző | Vezetőedző | Vezetőedző |
| --------------- | ---------------- | ------------------ | ---------- | ---------- | ---------- | ---------- | ---------- | ---------- |
| montenegró      | Bojana Popović   | 1979. november 20. |            |            |            |            |            |            |
| Erőnléti edző   |                  |                    |            |            |            |            |            |            |
| szlovén         | Marko Mrak       | 1967. március 15.  |            |            |            |            |            |            |
| Kapusedző       |                  |                    |            |            |            |            |            |            |
| montenegró      | Vlatko Đonović   | 1969. október 15.  |            |            |            |            |            |            |
| Fizikoterapeuta |                  |                    |            |            |            |            |            |            |
| szerb           | Vladimir Gapić   | 1985. május 29.    |            |            |            |            |            |            |
| Csapatorvos     |                  |                    |            |            |            |            |            |            |
| montenegró      | Budimir Stanišić |                    |            |            |            |            |            |            |

## A csapat vezetőedzői
| Időszak                      | Név               |
| ---------------------------- | ----------------- |
| 1998-1999                    | Pero Milošević    |
| -2002                        | Milorad Milatović |
| 2002                         | Marko Isaković    |
| 2002                         | Zoran Živković    |
| 2002-2003                    | Pero Milošević    |
| 2004                         | Alexander Panov   |
| 2005                         | Dusko Milić       |
| 2006                         | Nikola Petrović   |
| 2007                         | Tatjana Jeraminok |
| 2007. június –2008. július   | Tone Tiselj       |
| 2008. július –2010. január   | Zsiga Gyula       |
| 2010. január –2020. november | Dragan Adžić      |
| 2020. november –             | Bojana Popović    |

## A 2011-2012-esBLgyőztes csapat
| Kapusok - 16 Clara Woltering - 22 Sonja Barjaktarović - 30 Marina Vukčević Balszélsők - 14 Maja Savić Jobbszélsők - 02 Radmila Miljanić - 15 Dijana Jovetić Beállók - 05 Ana Đokić - 72 Dragana Cvijić - 92 Suzana Lazović | Balátlövők - 17 Bojana Popović - 18 Adriana Gabriela Țăcălie Irányítók - 10 Anđela Bulatović - 90 Milena Knežević Jobbátlövők - 09 Ana Radović - 32 Katarina Bulatović - 81 Elena Gjeorgijevska |

## A 2014-2015-ösBLgyőztes csapat
| Kapusok - 16 Clara Woltering - 30 Marina Rajčić - 43 Marta Zderić Balszélsők - 14 Željka Nikolić - 77 Majda Mehmedović - 88 Biljana Pavičević Jobbszélsők - 02 Radmila Petrović - 20 Camilla Dalby Beállók - 66 Ema Ramusović - 72 Dragana Cvijić - 92 Suzana Lazović | Balátlövők - 08 Cristina Neagu - 80 Jelena Despotović Irányítók - 89 Kinga Byzdra - 90 Milena Knežević Jobbátlövők - 32 Katarina Bulatović |